# Station Mikołajów
Station Mikołajów is een spoorwegstation ten zuiden van de Poolse plaats Nowy Redzeń.